# كثرة الكريات الحمر الكروية

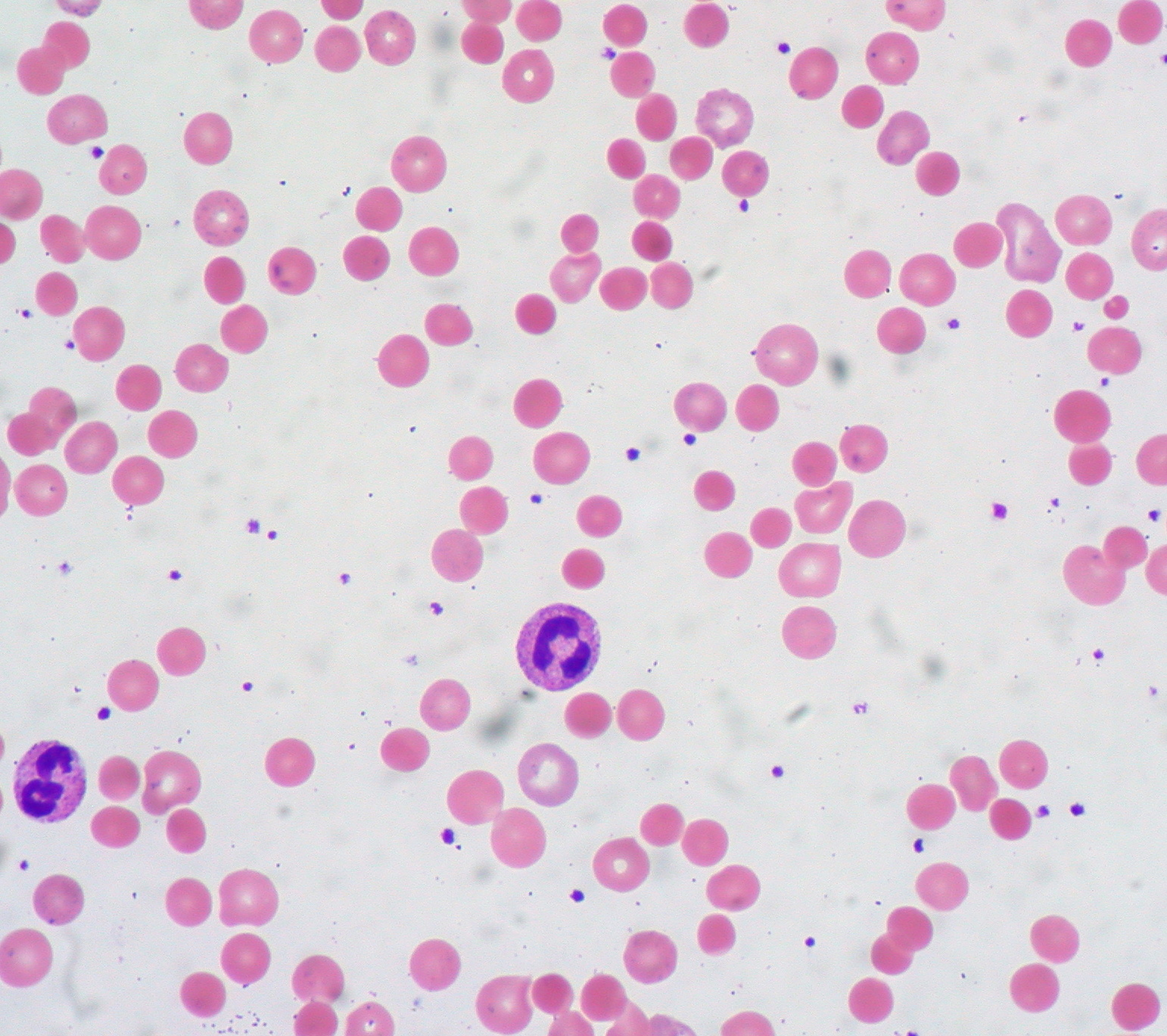

كثرة الكريات الحمر الكروية (بالإنجليزية: Spherocytosis)‏ هي فقر دم انحلالي ذاتي (مرض دم) يتمثّل بإنتاج خلايا دم حمراء كروية الشكل، وليس على شكلها الطبيعي أي على شكل أقراص مقعّرة السطحين. تظهر كثرة الكريات الحمر الكروية في فقر الدم الانحلالي بالمناعة الذاتية وفي كثرة الكريات الحمر الكروية الموروثة.
غالبًا ما يشير هذا المصطلح إلى كثرة الكريات الحمر الكروية الوراثية. يحدث هذا بسبب وجود خلل جزيئي في واحد أو أكثر من البروتينات التي تشكل الهيكل الخلوي في خلايا الدم الحمراء، مثل سبكترين، أنكرين، باند 3، أو بروتين 4.2. بسبب العيب في الهيكل الخلوي، تتقلص خلية الدم الحمراء للوضعية الأنجع من حيث التوتر السطحي والوضعية الأقل مرونة، وهو الشكل الكروي. على الرغم من أن خلايا الدم الكروية لديها مساحة أصغر لتبادل الأكسجين وثنائي أكسيد الكربون من خلالها، فإنها تستطيع الحفاظ على إمدادات أكسجين صحية. ومع ذلك، فخلايا الدم الكروية لديها هشاشة تناضحية مرتفعة عند وضعها في الماء، لذلك هي أكثر عرضة للانفجار من خلايا الدم الحمراء العادية.